# Église Saint-Pierre de Bougneau
Pour les articles homonymes, voir Église Saint-Pierre.
L'église Saint-Pierre est une église catholique située à Bougneau, en France.

## Localisation
L'église est située dans le département français de la Charente-Maritime, dans la commune de Bougneau.

## Historique
La construction de l'église romane doit remonter à la fin du XIe siècle. La nef est édifiée pendant le XIIe siècle. L'église subit des modifications pendant les périodes gothique et classique. Le chœur, rectangulaire à l'extérieur, se termine par une abside demi-circulaire à l'intérieur ; il comporte deux niveaux d'arcature superposées. Le clocher carré, sur la travée droite du chœur, possède deux niveaux de baies romanes, chaque étage est en peu en retrait du précédent. La nef possède le seul collatéral nord. La façade gothique présente un large portail polylobé et l'intérieur a de nombreux chapiteaux de colonnes sculptés.

## Protection
L'édifice est classé au titre des monuments historiques en 1913, puis inscrit en 2000.

## Description

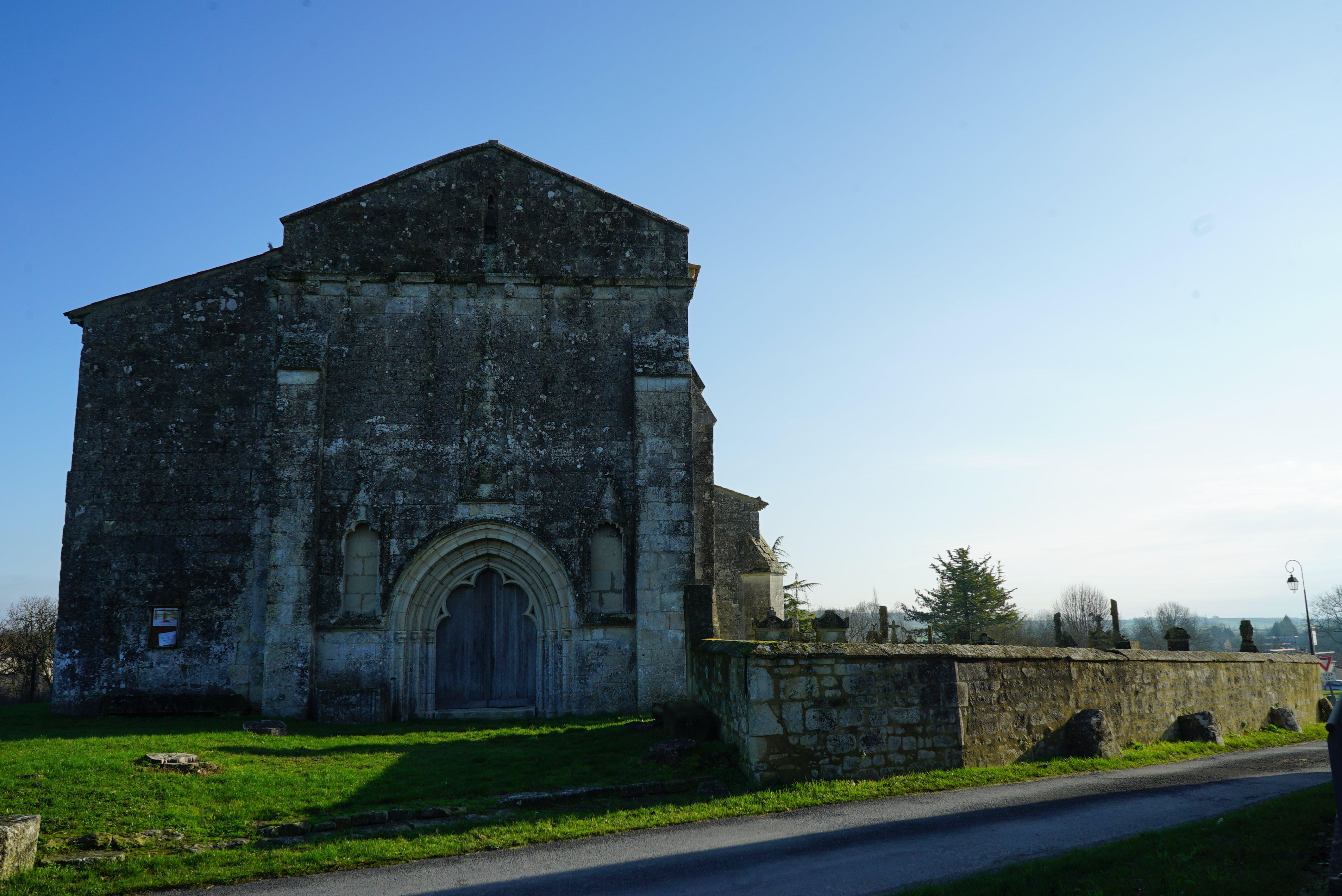
Portail et son collatéral,
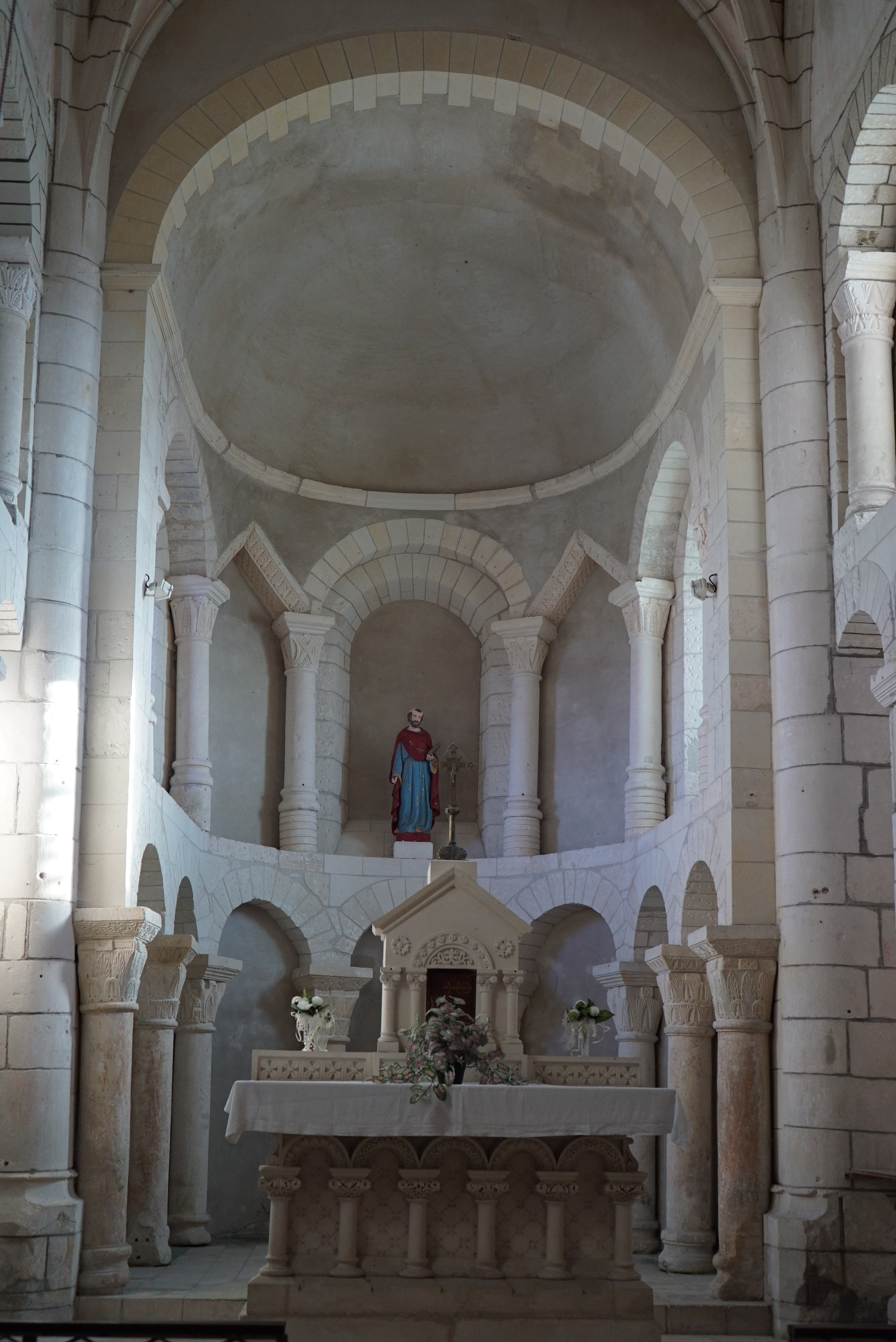
Abside,
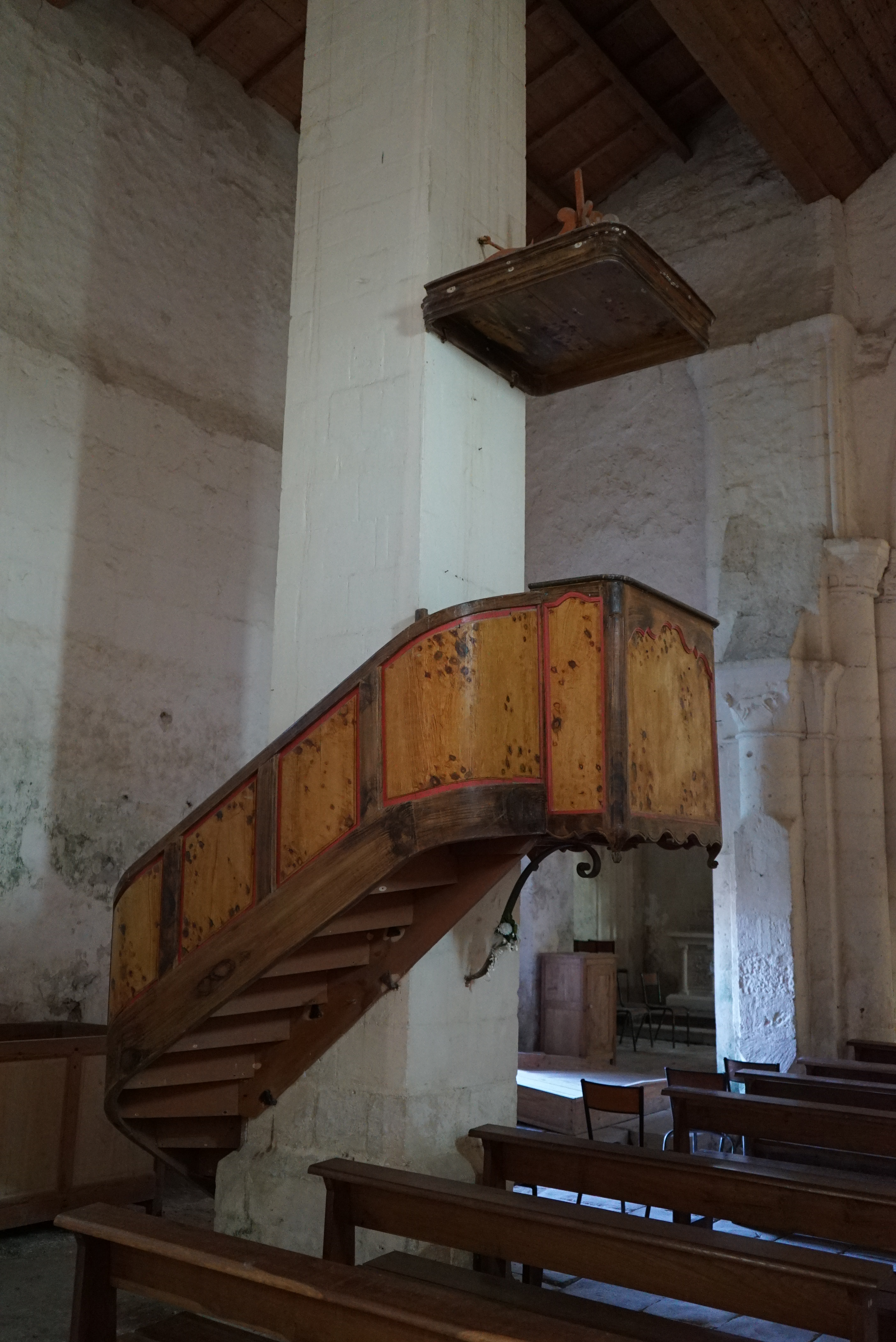
La chaire,
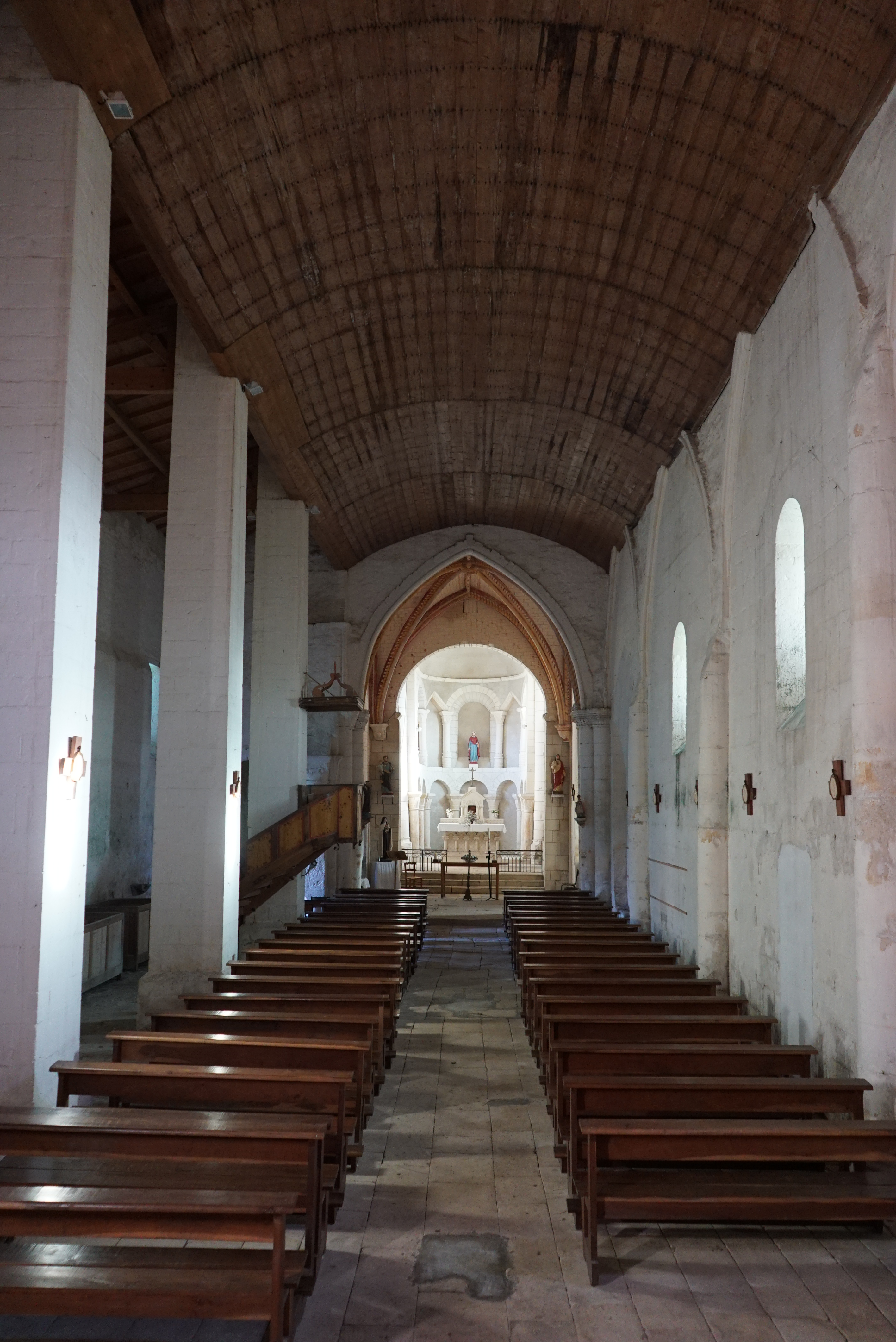
La nef,
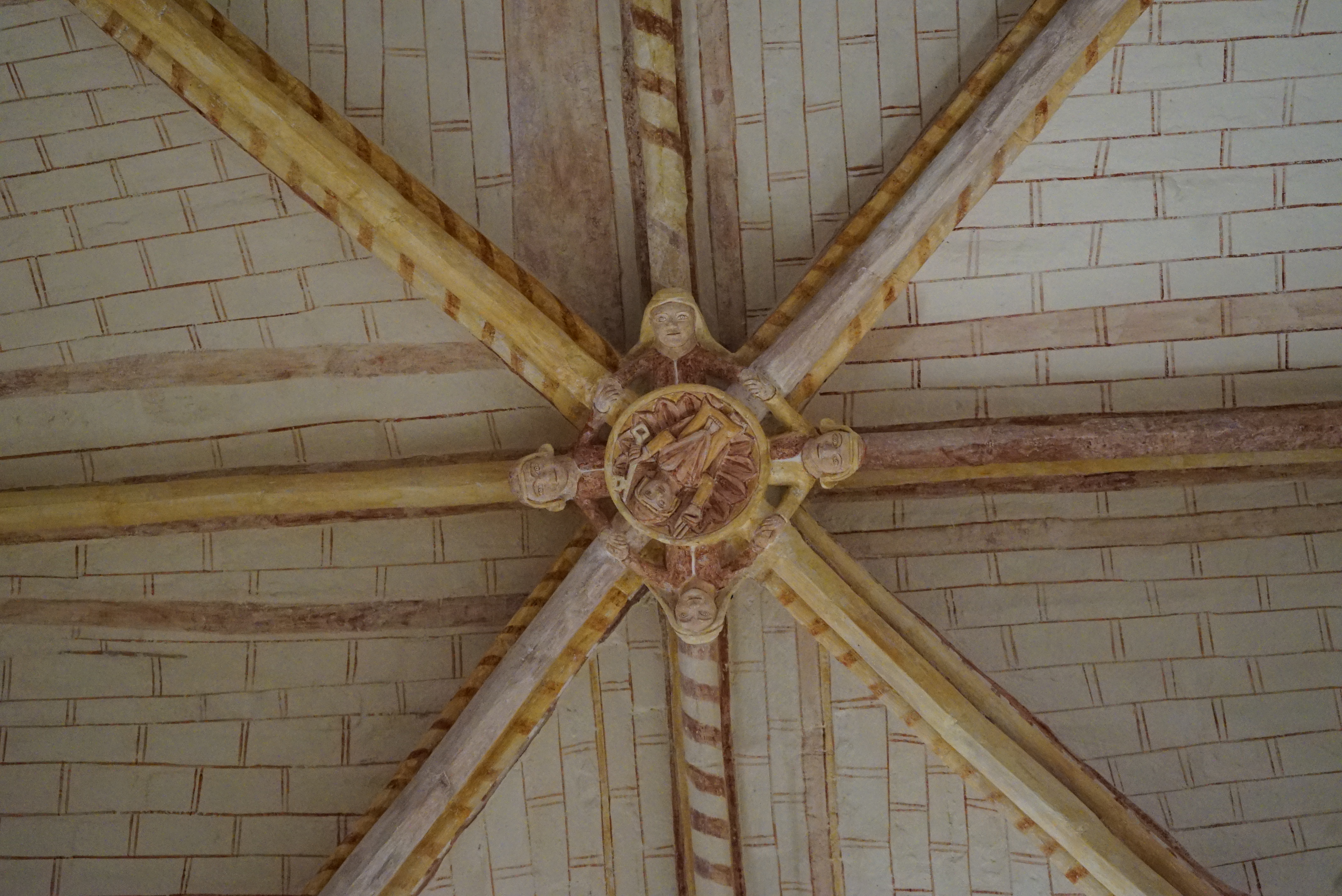
Voute,
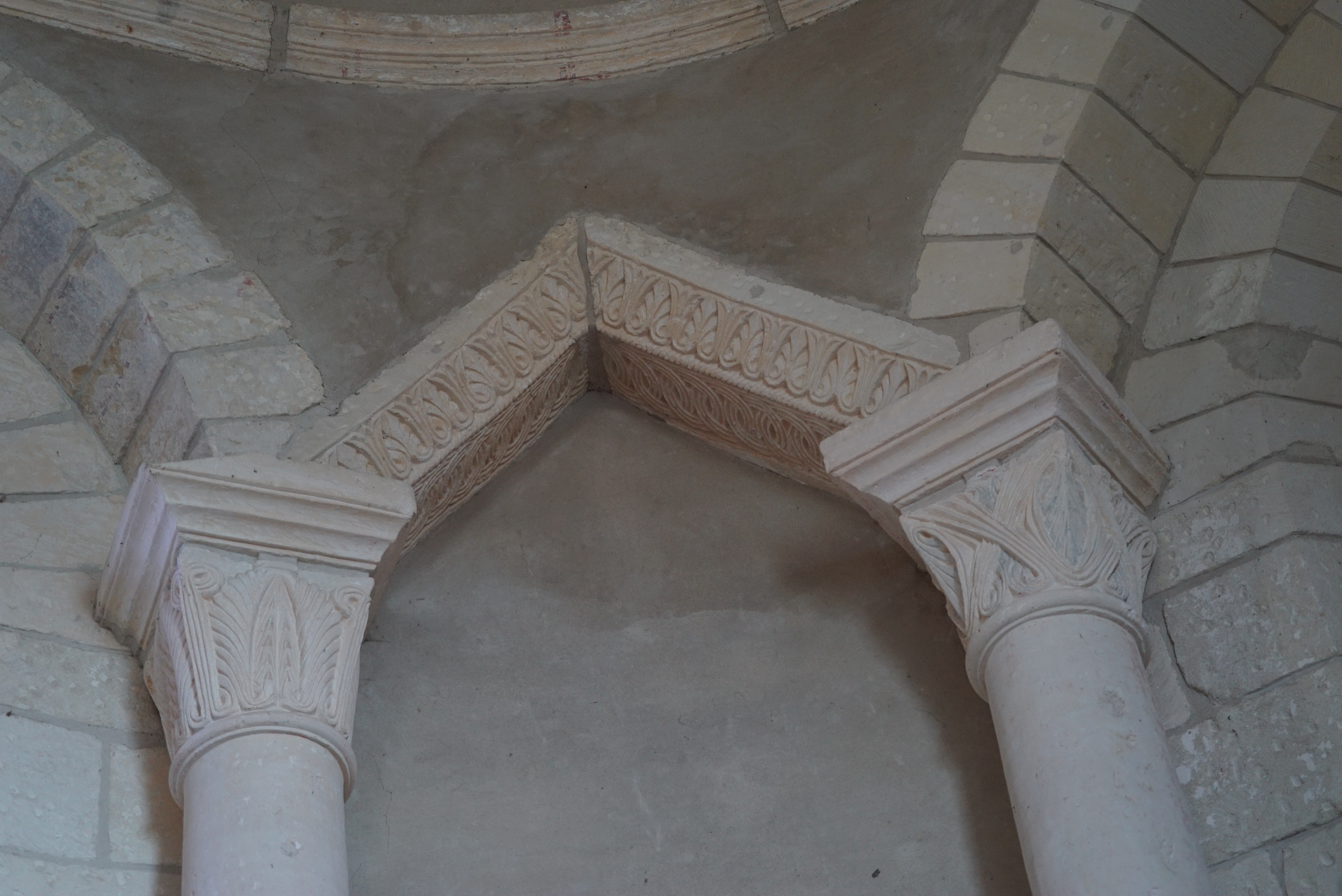
Chapiteaux chœur.
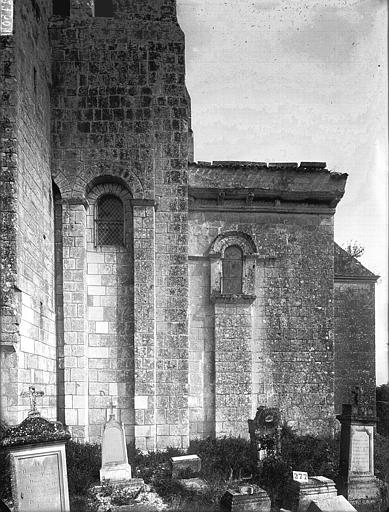
Au sud, fenêtre carolingienne,
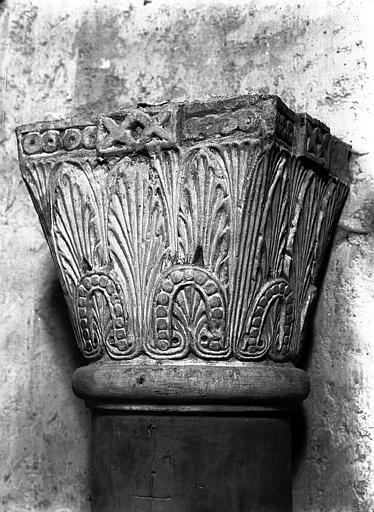
En 1919 par Henri Heuzé.